# Perdu ? Retrouvé !
 (juillet 2025).
Pour plus de détails, voir Fiche technique et Distribution.
Perdu ? Retrouvé ! (titre original : Lost and Found) est un court métrage d'animation britannique de 24 minutes, adapté de l'album illustré éponyme pour la jeunesse d'Oliver Jeffers et réalisé par Philip Hunt. Il est sorti au Royaume-Uni en 2008 et en France le 1er décembre 2010.

## Synopsis
Par un beau matin d’automne dans une petite ville du bord de mer, la sonnette retentit chez un jeune garçon : derrière la porte se trouve un manchot ! (présenté par erreur dans la version en français de l'œuvre comme un « pingouin »). Après de multiples tentatives pour se débarrasser de ce visiteur inattendu, le garçon décide finalement de le ramener chez lui... au pôle Sud ! 